# King Street (strada romana)

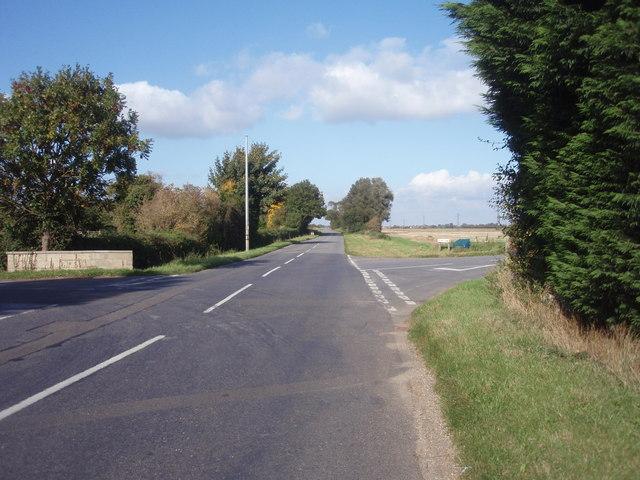
King Street a Stowe, Lincolnshire

King Street è il nome di una strada moderna sul tracciato di una strada romana. Si snoda su un percorso rettilineo nell'Inghilterra orientale, tra la città di Peterborough e South Kesteven nel Lincolnshire. Questo nome inglese è stato a lungo applicato alla parte ancora in uso e che si trova tra Ailsworth Heath, a sud, e Kate's Bridge, a nord. La vecchia strada proseguiva per Bourne da lì in direzione nord-ovest per unirsi a Ermine Street a sud di Ancaster. Questa parte di Ermine Street si chiama High Dike. A sud, King Street si univa a Ermine Street vicino al fiume Nene, a nord di Durobrivae. Il tutto è la strada romana numero 26 di ID Margary. (Margarita pag.232–234)

## Itinerario
Le ricerche archeologiche hanno evidenziato l'esistenza di un tratto più lungo rispetto a quello in uso oggi. Si ritiene che il suo corso abbia avuto origine dal confine tra Ailsworth e Castor, all'angolo nord-ovest di Normangate Field, appena a nord del fiume Nene (TL113980). Qui è dove il suo corso lascia la romana Ermine Street, a nord-ovest di Durobrivae, in quella che era alla fine del II secolo una vasta regione industriale che produceva piastrelle, oggetti in metallo e in particolare ceramiche.
A sud di questo punto, Ermine Street corre lungo il bordo di The Fens, mentre a nord si trova più nell'entroterra. King Street ha continuato il suo corso più vicino al bordo della palude. Mentre Ermine Street attraversa il Welland vicino al guado naturale di Stamford, King Street supera i Lolham Bridges; quest'ultima costruzione richiedeva più ingegneria.
A Kate's Bridge, la strada attraversava il fiume Glen. Fino al 1820 la strada utilizzava ancora lo stesso punto di attraversamento, nonostante il fiume si fosse spostato da esso in qualche periodo, probabilmente ben più di mille anni prima. A Park Wood, la strada sembra essersi avvicinata al Car Dyke, ma questa ipotesi non ha molte prove a suo favore. Dal vicino incrocio di Thurlby, la linea romana si dirigeva dritta verso il punto in cui in seguito sarebbe stata costruita l'abbazia di Bourne.
Lungo questo spezzone, ci sono punti in cui la strada sembra comparire nel paesaggio moderno - per esempio, qui . A sud, la strada moderna si trova su quella romana che proseguiva attraverso Elsea Wood e lungo il confine dei campi a nord. Il Car Dyke si trova a est e il confine tra Elsea Wood e Math Wood sembra trovarsi lungo il bordo della strada del II secolo, che è stato sgomberato per motivi di sicurezza. La carreggiata, il Car Dyke e il confine di Math Wood, in questo punto, sono tutti paralleli. Tenendo conto delle opere esterne del Car Dyke, ora mancanti, la carreggiata si trova a metà strada tra le altre due caratteristiche.
A nord di Bourne, parte della strada è ancora in uso, ma ha lasciato il suo segno sotto forma di confini di proprietà e marchi del suolo. Questa sezione è talvolta chiamata la "Long Hollow Road", perché parte di essa corre lungo il fondo della Long Hollow, una valle ampia e poco profonda, parte superiore del bacino del fiume East Glen.
Dall'Abbazia di Bourne, King Street passava lungo Meadowgate, poi per Cawthorpe a Clipseygap Lane, Hanthorpe e la città romana di Stainfield. Sulla cresta argillosa del masso, forma i confini dei boschi prima che, nella valle di East Glen, la sua linea venga ripresa da una strada secondaria a Hanby. La strada passa attraverso la piccola città romana di Sapperton e risale la Long Hollow fino a Ropsley Heath, da dove è seguita, più o meno da vicino, da una strada moderna fino al suo incrocio con Ermine Street, un chilometro a sud della città romana di Ancaster. La strada può essere vista come un segno sul terreno a Long Hollow, appena a destra del centro in questa fotografia aerea .

## Significato economico
Ermine Street era una delle strade strategiche costruite nel I secolo, all'inizio del periodo dell'occupazione romana della Britannia. Le caratteristiche di King Street sono coerenti con il fatto di aver fatto parte di uno sviluppo della regione insieme al Car Dyke, durante il regno di Adriano (117-138). Potrebbe essere stata il risultato della sua visita in Britannia nel 122, abbastanza presto nel periodo del suo regno e subito dopo aver trascorso del tempo a smistare il Limes tra il Reno e il Danubio.
Da Bourne, il corso d'acqua tidale, noto agli archeologi come il Canale di Bourne-Morton e nel medioevo come il Old Ea, sembra aver dato a Bourne l'accesso al mare via nave, che si trovava solo in fondo a Bourne Nord Fen. Ciò significava che i prodotti della palude e della costa, come sale e prodotti animali quali pollame, carne, lana, pesce e cuoio, potevano essere trasportati attraverso la torbiera che normalmente avrebbe ostacolato tale traffico. Questo scambio può essere sufficiente a spiegare l'esistenza delle sei strade romane che si irradiavano, direttamente o separandosi a breve distanza, dal sito. La Long Hollow Road e King Street erano due di queste strade, che collegavano rispettivamente nord e sud nel sistema stradale, attraverso Ermine Street.

## Costruzione
In uno scavo archeologico della strada al margine meridionale di Bourne (TF098193), tra la Kellaways clay e l'argillosa Kellaways sand, è stato riscontrato che la costruzione della carreggiata era stata effettuata scavando due trincee parallele poco profonde nel sottosuolo; inoltre, le trincee erano state riempite eccessivamente di pietrisco in modo da formare cordoli. La sabbia grossolana è stata utilizzata per formare la carreggiata tra le due trincee. Questo è stato un abile uso dei materiali disponibili poiché, a sud di Kate's Bridge, la strada passa sopra tali minerali, ma vicino al sito scavato è disponibile, poco ma piuttosto friabile, Cornbrash. Chiaramente, questa parte della strada è stata costruita da sud verso nord e i materiali furono trasportati lungo di essa. Tuttavia, più a nord, nella Long Hollow, sembra che sia stato utilizzato il cornbrash di Sapperton TF019239 (Lane p.23.). Ancora una volta, l'uso è a nord della sorgente.
B.B. Simmons ha passato molto tempo a scavare in una città romana lungo la strada nella parrocchia di Sapperton. Le sue pubblicazioni sono elencate nel libro di Lane Ropsley e Humby. Quest'ultimo (tavole 7a e b) mostra anche le fotografie aeree della strada come segno nel suolo intorno a TF003367. Questo è lo stesso segno che appare nella foto 4 qui sotto.